# لانه‌کن دمگاه‌دارچینی
لانه‌کن دمگاه‌دارچینی (نام علمی: Harpactes orrhophaeus) نام یک گونه از سرده لانه‌کن‌های گیرنده است.